# Bahnhof Meerane
Der Bahnhof Meerane ist eine als Bahnhof klassifizierte Betriebsstelle der Bahnstrecke Glauchau-Schönbörnchen–Gößnitz. Der Bahnhof Meerane ist die einzige Bahnstation auf dem Gebiet der Stadt Meerane in Sachsen. Im Personenverkehr wird der Bahnhof heute von Regionalbahn- und Regional-Expresszügen der Mitte-Deutschland-Verbindung angefahren. Güterverkehrsanlagen bestehen nicht mehr.

## Geschichte
Der Bahnhof Meerane besteht seit der Eröffnung der Strecke am 15. November 1858.
In den Jahren 1940/41 wurde das Empfangsgebäude vollkommen umgebaut. Der historisierte Fassadenschmuck verschwand dabei zugunsten glatter Putzflächen.
Im Mai 1984 erreichte das Elektrifizierungsprogramm der Deutschen Reichsbahn auch den Bahnhof Meerane. Die Gleise wurden dabei aus Kostengründen mit einer Einfachfahrleitung überspannt.
Nach der politischen Wende 1990 war der Bahnhof Meerane für eine kurze Zeit auch Halt für Eil-, D- und Interregio-Züge. Im Jahresfahrplan 1993/94 hielten in Meerane die Fernzugpaare D 2058/59 (Chemnitz–Erfurt/Weimar–Chemnitz) sowie IR 2550/51 (Chemnitz–Aachen und zurück). Im Güterverkehr kam es jedoch zu einem rapiden Einbruch bei den Verkehrsleistungen. Nach dem Jahr 2000 wurden die nicht mehr benötigten Anlagen für die Güterabfertigung und die Gleise stillgelegt, die zuführenden Weichen ausgebaut.
Seit der Einstellung der Interregioverbindungen hielten in Meerane nur noch Regionalbahnen und RegionalExpress-Züge von DB Regio. Meerane war nun im Stundentakt an die westlichen (Erfurt, Jena, Gera), nördlichen (Altenburg, Leipzig) und östlichen (Glauchau, Chemnitz, Dresden) Mittel- und Oberzentren in Sachsen und Thüringen angebunden.
Im Jahr 2011 wurde im Zuge der Grunderneuerung der Bahnstrecke Glauchau-Schönbörnchen–Gößnitz auch der Bahnhof Meerane grundlegend umgebaut und eine moderne ÖPNV-Schnittstelle geschaffen, die Strecke war hierzu neun Monate lang komplett gesperrt. Ein Haus- und ein Mittelbahnsteig wurden neu errichtet, der Zugang zum Mittelbahnsteig erfolgt durch eine Reisendensicherungsanlage. Dabei wurde auch das schon länger leerstehende historische Empfangsgebäude abgerissen, trotz intensiven Diskussionen hinsichtlich eines Erhalts des Porticus. Aufgrund des Umbaus 1940/41 stand das Empfangsgebäude jedoch nicht unter Denkmalschutz. Das Durchgangsgleis wurde im Zuge der Streckenertüchtigung für 140 km/h und Neigetechnik ausgelegt. Die Steuerung der Signale und Weichen erfolgt seitdem über einen örtlichen ESTW-Stellrechner von der Betriebsleitzentrale Leipzig aus.
Der fahrplanmäßige Zugverkehr nach der Wiederinbetriebnahme begann am 11. Dezember 2011. Direkte Zugverbindungen bestehen nach Glauchau und Göttingen (Regionalexpress) und nach Glauchau und Gößnitz (Regionalbahn).

## Beschreibung

### Empfangsgebäude
Das historische Empfangsgebäude war im 19. Jahrhundert im seinerzeit typischen historisierenden Baustil errichtet worden. Gleichartige Bahnhofsgebäude mit identischen Fassadenelementen entstanden in Sachsen unter anderem in Freiberg, Hohenstein-Ernstthal und Zittau. Nach einem 1940/41 durchgeführten Umbau änderte sich der Charakter des Gebäudes komplett. Es wurde an die Bauweise der damaligen Zeit angepasst. Sämtliche historischen Fassadenelemente wurden dabei entfernt. Der Eingangsbereich wurde mit einem sogenannten Porticus überbaut, welchen wiederum ein Wandbild (Zwei Arbeiter: Weber und Maschinenbauer) schmückte. Dieses war jahrzehntelang für den Meeraner Bahnhof charakteristisch und prägte sein Erscheinungsbild für Reisende. Typisch für die Zeit des Nationalsozialismus war ein überdimensionales Hoheitszeichen an den Stirnseiten des Gebäudes, das 1945 wieder entfernt wurde. Anhand von Farbe und Form des deutlich dunkleren Putzfleckes war es jedoch noch bis zum Abriss des Gebäudes im Jahr 2010 deutlich sichtbar.
Das historische Empfangsgebäude wurde 2011 zugunsten einer barrierefreien ÖPNV-Schnittstelle abgerissen und durch einen einfachen Funktionsbau mit Fahrkartenautomat, Laden für Reisebedarf, Toiletten und Fahrradabstellplätzen ersetzt. Für den Regionalbusverkehr wurden zwei Haltestellen angelegt. Für den Individualverkehr besteht eine größere Anzahl an Parkmöglichkeiten.

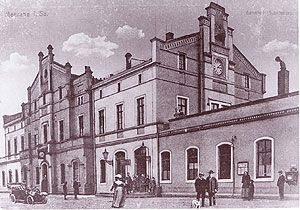
Bahnhof Meerane (1858)
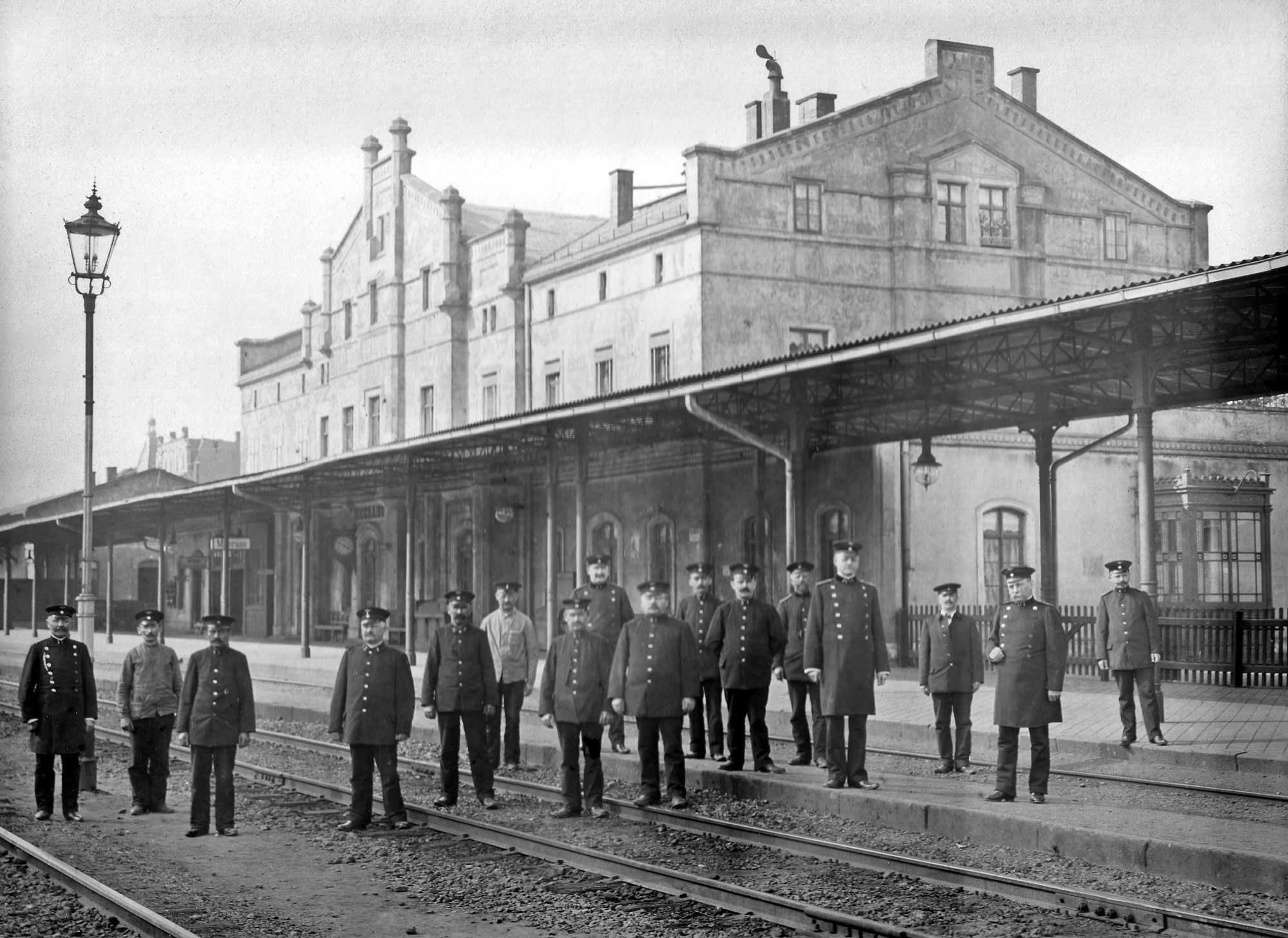
Bahnhof Meerane (1908)
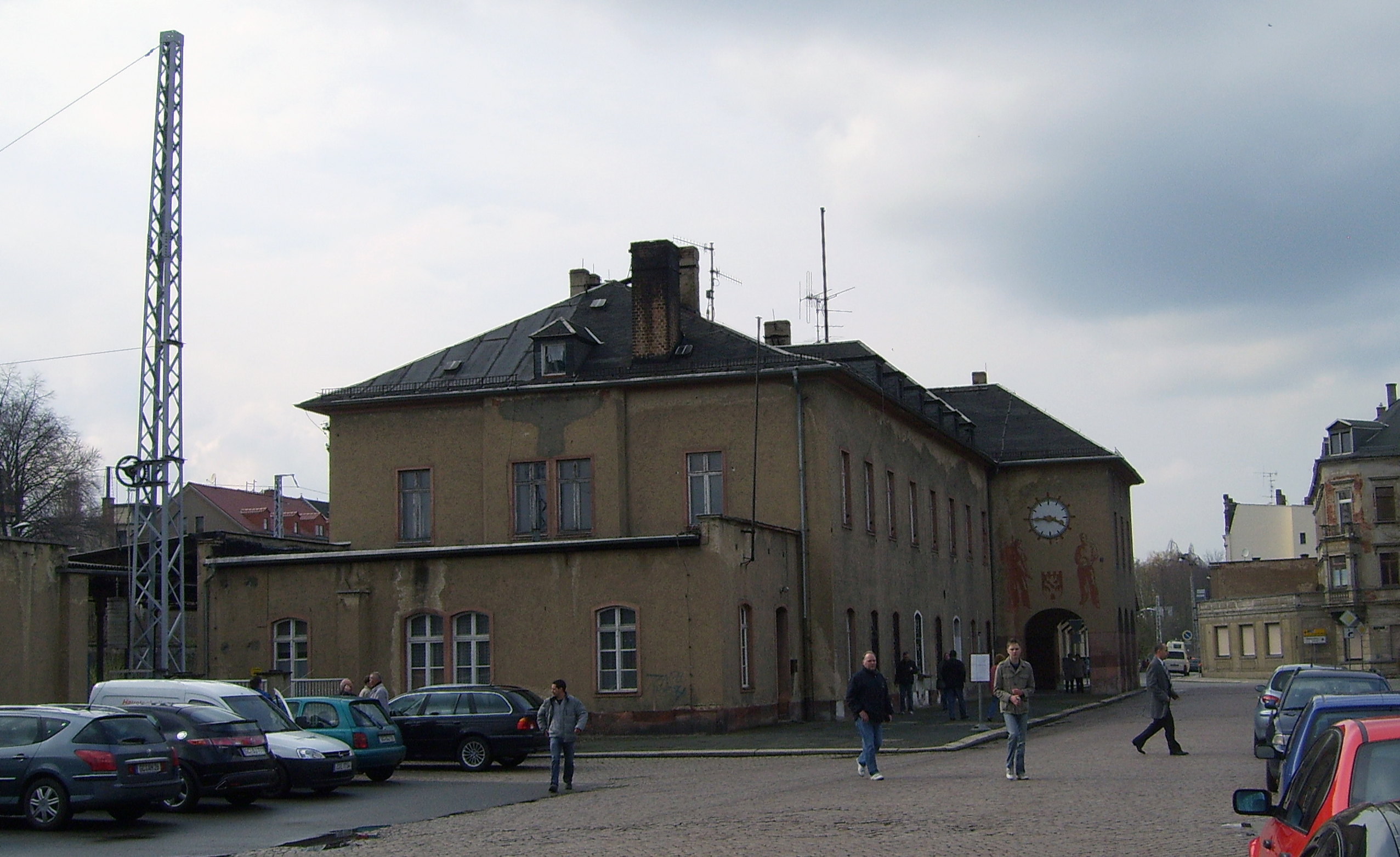
Bahnhof Meerane (2008)
Bahnhof Meerane (2011)

### Gleisanlagen

Gleisplan des Bahnhofs Meerane, Zustand 1975 und 2010

Das Bahngelände war im Laufe der vergangenen 150 Jahre mehrfachen Änderungen unterworfen. Der Bahnhof Meerane verfügte im Maximalausbau (um 1880) über drei durchgehende Hauptgleise und fünf Gleise für die Güterabfertigung bzw. zum Abstellen von (Güter-)Wagengruppen. Die Weichen und Signale wurden durch zwei Stellwerke (Bauform Jüdel, 1904) an der Nord- und Südeinfahrt bedient.
Von den durchgehenden Gleisen wurden zwei für den Personenverkehr als Bahnsteige 1 und 2 genutzt. Das dritte Gleis diente für Überholmöglichkeiten.
Die Güterverkehrsanlagen bestanden aus einer Ladestraße, einer Laderampe, zwei Güterabfertigungsgebäuden. Um abgestellte Kesselwagen zu entleeren, bestand am Bahnhof eine direkte Leitung zu den verarbeitenden Betrieben. Für den Rangierverkehr war eine Köf II (100 771) in Meerane stationiert (einständiger Lokschuppen am EG), die zum Bw Glauchau gehörte.
Firmen, die den Güterbahnhof zur Be- und Entladung nutzten, waren u. a. Dampfkesselbau Meerane, AXA Meerane, IFA Karosseriewerke Meerane und die Weinbrennerei Meerane. Zum Dampfkesselbau Meerane bestand eine etwa zwei Kilometer lange Anschlussbahn, welche zu großen Teilen das Planum für das ehemalige zweite Gleis in Richtung Glauchau nutzte.
Seit dem Umbau im Jahr 2011 verfügt der Bahnhof Meerane über zwei Bahnsteiggleise, die Bahnsteiglänge beträgt jeweils 170 Meter, die Bahnsteighöhe 55 Zentimeter.

## Verkehrsanbindung

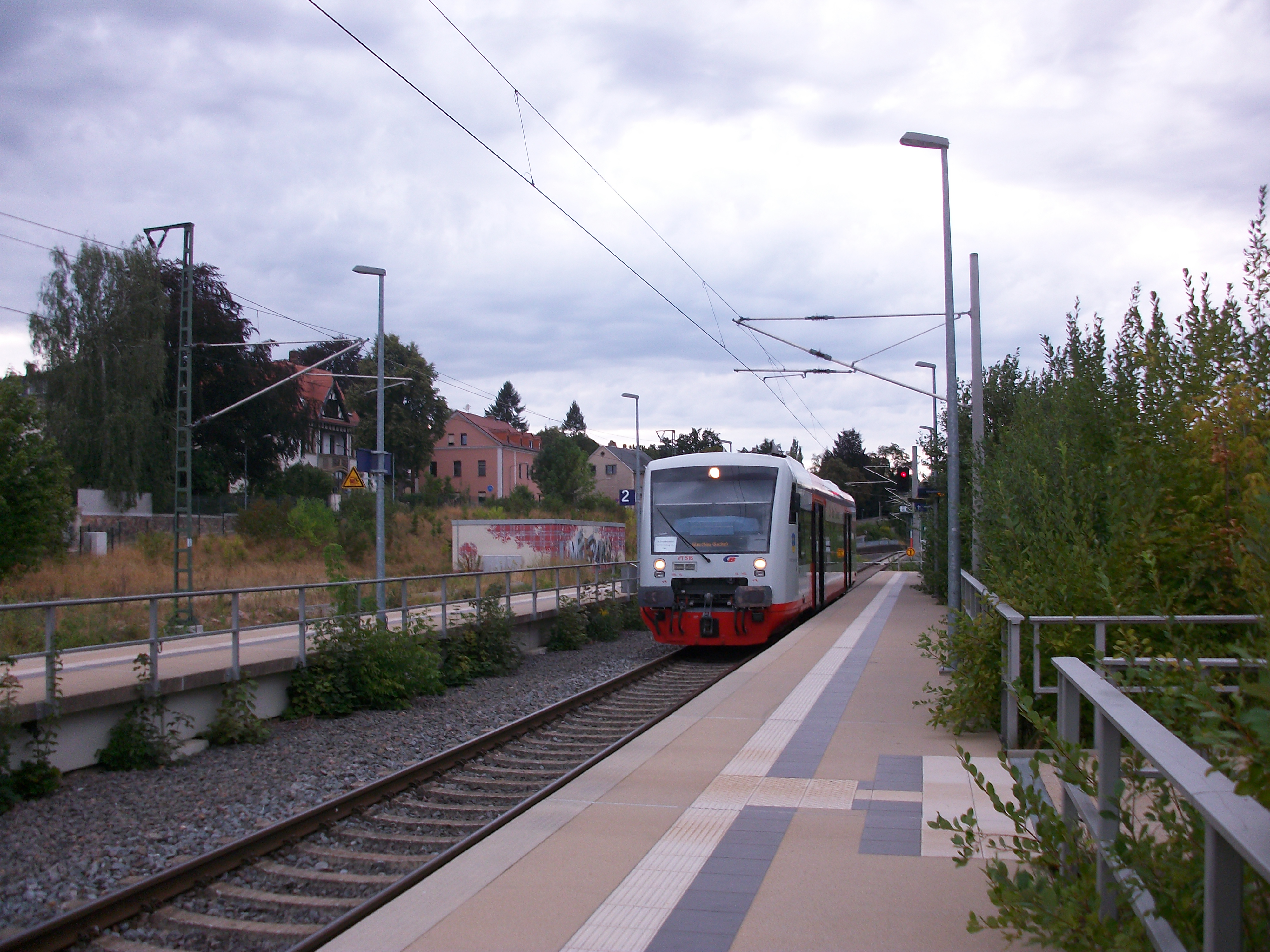
Bahnhof Meerane mit Regionalbahn (2018)

### Regionalverkehr
Im Fahrplanjahr 2022 wird der Bahnhof Meerane von folgenden Linien bedient:
| Linie   | Linienverlauf                                                                        | Takt (min) | EVU                |
| ------- | ------------------------------------------------------------------------------------ | ---------- | ------------------ |
| RE 1    | Glauchau (Sachs) – Meerane – Gera – Jena-Göschwitz – Erfurt – Leinefelde – Göttingen | 120        | DB Regio Südost    |
| CB RB37 | Glauchau (Sachs) – Glauchau-Schönbörnchen – Meerane – Gößnitz                        | 120        | City-Bahn Chemnitz |

Ab Dezember 2026 wird der Bahnhof durch die Linie S5 (Glauchau-Leipzig-Halle) der Länderbahn an das Netz der S-Bahn Mitteldeutschland angeschlossen. Die Linie RB37 wird dadurch entfallen.

### Öffentlicher Nahverkehr
Am Bahnhofsvorplatz halten mehrere Buslinien, die in den Verkehrsverbund Mittelsachsen integriert sind. Neben den Stadtlinien innerhalb von Meerane verkehren Buslinien nach
- Zwickau Linie 133
- Glauchau Linie 105
- Crimmitschau Linien 106 und 119
- Gößnitz Linie 133